# Великая Александровка
Вели́кая Алекса́ндровка (укр. Велика Олександрівка) — посёлок в Бериславском районе Херсонской области Украины. Центр Великоалександровской поселковой общины. В 1923—2020 гг. была центром упразднённого в 2020 г. Великоалександровского района.

## Географическое положение
Находится на берегу реки Ингулец.

## История
Поселение основано в 1784 году под названием Новоалександровка, с начала XIX века известно под названием Великая Александровка Херсонского уезда Херсонской губернии Российской империи.
В январе 1918 года здесь была установлена Советская власть.
В 1931 году началось издание районной газеты.
В ходе Великой Отечественной войны в 1941 году селение было оккупировано наступавшими немецкими войсками.
В 1956 году Великая Александровка стала посёлком городского типа.
В 1969 году численность населения составляла 7,3 тыс. человек, основу экономики составляли несколько предприятий пищевой промышленности.
По состоянию на начало 1979 года здесь действовали пищевой комбинат (в составе которого было три цеха), комбинат бытового обслуживания, райсельхозтехника, межколхозная строительная организация, 4 общеобразовательных школы, санаторно-лесная школа, музыкальная школа, больница, поликлиника, Дом культуры, 3 клуба и кинотеатр.
В октябре 1992 года Великоалександровская пищевкусовая фабрика (ранее входившая в производственное объединение «Продтовары») была передана в коммунальную собственность.
В мае 1995 года Кабинет министров Украины утвердил решение о приватизации находившихся в посёлке ремонтно-транспортного предприятия и автотранспортного предприятия.
В феврале 2006 года Верховная Рада Украины разрешила приватизацию находившейся здесь хлебной базы № 75.

### Исторические достопримечательности
Из памятников архитектуры, охраняемых государством — строение и дамба Великоалександровской ГЭС на реке Ингулец — одна из первых в Украине, построенная в 1928 году по плану ГОЭЛРО. На полях этой местности много курганов-ровесников египетских пирамид.

### Российская оккупация
10 марта 2022 года Великая Александровка и сёла Великоалександровской общины захвачены российскими войсками.
4 октября 2022 года в ходе контрнаступления в Херсонской области посёлок был освобождён ВСУ.

## Население
В январе 1989 года численность населения составляла 8 150 человек.
На 1 января 2013 года численность населения составляла 6 964 человека.

### Языковой состав
Родной язык населения по данным переписи 2001 года:
| Язык       | Численность, чел. | Доля     |
| ---------- | ----------------- | -------- |
| Украинский | 7 139             | 94,68 %  |
| Русский    | 339               | 4,50 %   |
| Другое     | 62                | 0,82 %   |
| Итого      | 7 540             | 100,00 % |

## Транспорт
Находится в 9 км от промежуточной железнодорожной станции Белая Криница Одесской железной дороги.